# Minjuhwa
 (décembre 2020).
Minjuhwa (hangul :민주화 ; hanja :民主化, 民主和) signifie démocratisation en coréen. À la suite des violences qui ont accompagné ce processus en Corée du Sud, ce terme a été employé de manière satirique à partir des années 2010 ,,.